# 10100 Бюргель
10100 Бюргель (10100 Bürgel) — астероїд головного поясу, відкритий 10 грудня 1991 року.
Тіссеранів параметр щодо Юпітера — 3,496.